# Badische Schneckensuppe

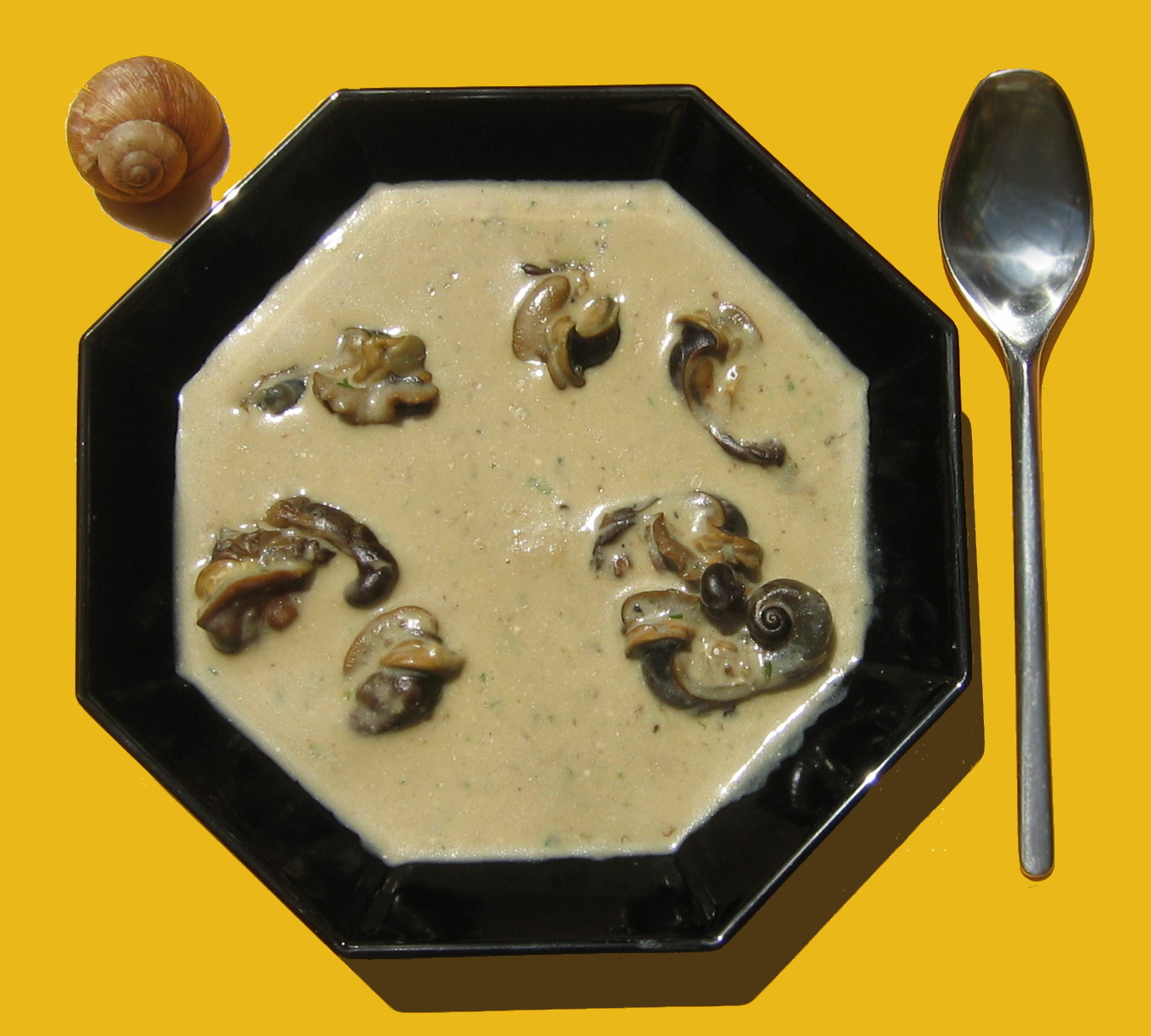
Badische Schneckensuppe.

La Badische Schneckensuppe es una especialidad típica de la cocina del sur de Alemania en la Región de Baden. Es un plato en forma de sopa emblemático de la cocina de Baden y tiene reminiscencias de la cocina francesa debido a que su principal ingrediente es un caracol cuya variedad se denomina Helix pomatia (denominado en 'alemán' como Weinbergschnecke = Caracol de viña), y que apenas existe en otras regiones de Alemania fuera de Baden. Además se emplean chalotas (ambos ingredientes son muy poco frecuentes en la cocina alemana). La sopa se sirve caliente.

## Características y Servir
El plato Badische Schneckensuppe puede traducirse del alemán como sopa de caracoles de Baden, en realidad es un caldo de caracoles elaborado con puerros, chalotas, zanahorias, apio y todo ello rehogado en mantequilla. Aromatizado con perifollo finamente picado con un vino blanco. Se acompaña la sopa generalmente con un vino blanco de Baden.